# Cargolet hivernal
El cargolet hivernal (Troglodytes hiemalis) és una espècie d'ocell de la família dels troglodítids (Troglodytidae) que habita Amèrica del Nord, al sotabosc de diferents formacions arbòries des de la Colúmbia Britànica fins al Canadà oriental i cap al sud fins a les muntanyes de Virgínia i Geòrgia.	 